# Canva

Canva (укр. Канва) — платформа графічного дизайну, що дозволяє користувачам створювати графіку, презентації, афіші та інший візуальний контент для соціальних мереж. Доступна як вебверсія, так і мобільна. Сервіс пропонує великий банк зображень, шрифтів, шаблонів та ілюстрацій.
Користувачі можуть вибирати між багатьма шаблонами, зробленими професійними дизайнерами, редагувати їх та завантажувати власні фотографії через інтерфейс drag-and-drop. Платформа безкоштовна, передплачувані версії Canva Pro та Canva for Enterprise пропонують додаткові функціональні можливості. Користувачі також можуть замовляти друк та доставлення друкованої продукції.
У вересні 2021 року оцінювалася у $40 млрд. До 2023 року кількість користувачів Canva перевищила 100 млн у понад 190 країнах.

## Можливості
Canva працює як у вебверсії, так і у вигляді додатка для OS і Android. Платформа дає змогу створювати фони Zoom, плакати, презентації, листівки, флаєри, інфографіку, візитівки, публікації в Instagram, резюме, запрошення, обкладинки книг, меню, фірмові бланки, інформаційні бюлетені, фотоколажі, квитки, закладки, рахунки-фактури, картки з рецептами тощо без потреби глибоких навичок у дизайні. Роботу пропонується скомпонувати з готових елементів (фотографії, графіка та відео), але також дозволяється завантажувати власні. Зображення при цьому можна редагувати, додаючи різні ефекти як-от розмиття чи надання певного колірного тону. Дії автоматично зберігаються. Безкоштовна версія пропонує понад 250 000 шаблонів, понад 100 типів дизайну, сотні тисяч фотографій і графіки, можливість працювати над одним проєктом кільком людям спільно, та 5 ГБ хмарного сховища. Платні надають більше шаблонів і елементів, а також додатковий обсяг хмарного сховища та бізнес-інструменти.
При реєстрації в Canva пропонується вказати спеціалізацію користувача: вчитель, учень, працівник малого чи великого бізнесу, неприбуткова діяльність або благодійність, або особисте використання. Canva приділяє особливу увагу використанню своїх інструментів у освіті. Існує курс «Початок роботи з Canva», який містить короткий огляд функцій, і «Canva для освіти» для вчителів.
Коли робота готова, її можна завантажити на свій пристрій у обраному форматі, поділитися ним у соціальних мереж або надіслати до професійної служби друку.

## Історія

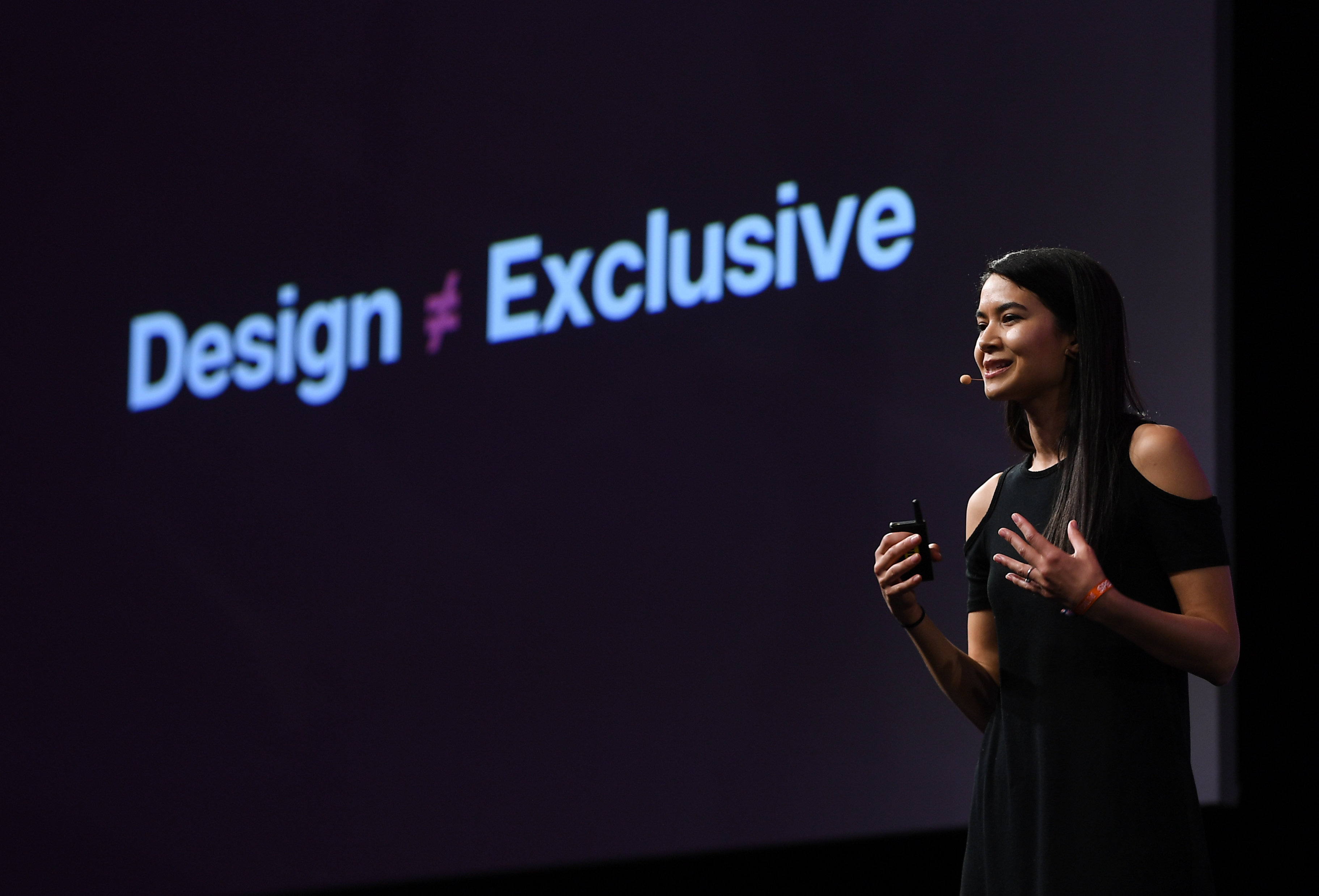
Мелані Перкінс

### Заснування
Компанію заснували Мелані Перкінс, Кліфф Обрехт та Камерон Адамс 1 січня 2012 року в Сіднеї. Мелані та Кліфф були друзями в Університеті Західної Австралії і формально не вивчали дизайн, хоча Мелані навчала інших студентів роботі в Photoshop. Разом вони запустили Fusion Books, онлайн-дизайн щорічників. Зважаючи на його успіх, обоє вирушили до Каліфорнії, щоб знайти фінансування для платформи, що дозволяла б будь-кому розробляти дизайн будь-чого в одному інтерфейсі. Після низки відмов вони переглянули концепцію платформи, що виявилася привабливішою. Задум формулювався як «текстовий процесор для нашої сучасної візуальної культури», в якому можна створити будь-яке зображення. За кілька місяців вдалося зібрати $3 млн і через рік запустили інструмент онлайн-дизайну та публікації Canva. Мелані та Кліфф потім одружилися; Мелані стала генеральним директором, а Кліфф — головним операційним директором.

### Розвиток
У перший рік Canva мала понад 750 000 користувачів. Експерт із соціальних медіа та технологій Гай Кавасакі приєднався до компанії як головний ІТ-пропагандист у квітні 2014 року. У 2015 році була запущена компанія Canva for Work, яка пропонувала бізнес-організаціям зручний інструмент для виготовлення маркетингових матеріалів.
У 2018 році компанія придбала стартап зі створення презентацій Zeetings. Суму угоди не було розкрито.
У грудні 2019 року Canva оголосила про випуск Canva for Education — безкоштовного сервісу для шкіл та інших навчальних закладів, покликаний сприяти співпраці між студентами та викладачами. У травні 2019 року компанія оголосила про придбання Pixabay та Pexels, двох сайтів, що пропонують безкоштовні фотографії і чиї офіси базуються в Німеччині. Ці сайти дозволяють окремим фотографам безкоштовно ділитися своїми роботами, а користувачі Canva можуть використовувати їх у своїх проєктах.
Креативний менеджер Zoom Брендон Рілмонте зацікавився Canva в 2019 році, коли Zoom став популярним на тлі карантинних заходів проти COVID-19. За його ідеєю крім платної Pro-версії додали ще й Enterprise. Через критику, що робота в Canva не є справжнім дизайном, платформа характеризується генеральним директором як засіб співпраці користувачів із дизайнерами.
У лютому 2021 року Canva придбала австрійський стартап Kaleido.ai та базовану в Чехії компанію Smartmockups.
До 2023 року кількість користувачів платформи перевищила 100 млн, а в кількість її співробітників — 2500. Платною версією Canva Pro користуються близько 5 млн людей.